# Провенцано, Бернардо
Берна́рдо Провенца́но (итал. Bernardo Provenzano; 31 января 1933, Корлеоне, Италия — 13 июля 2016, Милан) — член сицилийской мафии, считался главой мафиозной группировки в городе Корлеоне и де-факто боссом боссов всей сицилийской мафии до своего ареста в 2006 году. К тому времени уже более сорока лет находился в бегах, и на момент ареста у итальянской полиции имелось лишь одно его фото 1959 года.

## Биография
Родился в крестьянской семье третьим из семи детей Анджело Провенцано. 
Оставил школу по окончании начальной ступени и начал батрачить вместе с отцом. 
В 1954 году был призван на военную службу (должен был проходить её в 51-й авиационной бригаде в Тревизо, но очень скоро был уволен на основании медицинского свидетельства). В раннем возрасте начал совершать мелкие преступления, затем вступил в мафиозную группировку Лучано Лиджо, состоявшего в подчинении у Микеле Наварры. 2 августа 1958 года Лиджо организовал убийство Наварры, и в Корлеоне началась война между сторонниками того и другого босса, в которой Провенцано встал на сторону Лиджо. 6 сентября 1958 года в числе троих киллеров открыл стрельбу в толпе по людям из клана Наварры, в результате которой были ранены женщина и двое детей, сам был ранен в голову, задержан карабинерами и обвинён на основании показаний свидетелей. Однако, впоследствии некоторые из них отказались свидетельствовать против него, и в 1959 году Провенцано был по данному делу оправдан.
10 сентября 1963 года в полицию поступило заявление, в котором Провенцано обвинялся в убийстве мафиозо Франческо Паоло Стрева, а также в членстве в преступном сообществе и в незаконном ношении оружия. С этого момента и исчисляется период «подпольной» жизни Провенцано, на протяжении которого он скрывался от полиции. Согласно заявлениям представителей органов правопорядка, Риина и Провенцано возглавили мафиозные семьи Корлеоне в 1974 году, после ареста Лиджо. 
В 1981 году они начали так называемую «вторую мафиозную войну» (первую такую войну относят к началу шестидесятых), в ходе которой уничтожали боссов кланов-соперников, заменяя их своими людьми. Лично Провенцано контролировал прежде всего связи с Вито Чанчимино, бывшим мэром Палермо. 
В 1992 году, по окончании так называемого Максипроцесса, когда к пожизненным срокам заключения были приговорены многие боссы мафии, началась серия политических убийств, в том числе европарламентария Сальво Лима (12 марта 1992), а также судей Джованни Фальконе и Паоло Борселлино. 
После ареста Риины в 1993 году Провенцано убедил агрессивную «фракцию» мафии прекратить террор. Арестован в апреле 2006 года в окрестностях Корлеоне.
Имел кличку «Трактор Бинну» (сиц. Binnu u' Tratturi, итал. Bernardo il trattore), поскольку, по словам одного осведомителя, «он косит людей», или просто «Дядя Бинну» (сиц. Zu Binnu). Ещё одна его кличка, «Бухгалтер» (итал. il  ragioniere), появилась, вероятно, из-за искусного и мягкого подхода к управлению своей криминальной империей, по крайней мере по сравнению с некоторыми более жестокими предшественниками.
Содержался в тюрьме города Терни в условиях особо строгого режима, установленного специально для него: круглосуточное видео- и аудионаблюдение, общение только со своими адвокатами, а раз в месяц — свидания с женой Саверией и сыновьями Анджело и Паоло.
Умер от рака мочевого пузыря в миланской больнице Святого Павла 13 июля 2016 года.